# Poncé-sur-le-Loir
Poncé-sur-le-Loir korábbi község Franciaország Loire mente régiójában, Sarthemegyében. 2017. január 1-jén három másik korábbi községgel egyesült és az így létrejött Loir en Vallée új község része lett.
Lakosainak száma 323 fő (2018. január 1.). Poncé-sur-le-Loir La Chapelle-Gaugain, Couture-sur-Loir, Tréhet, Lavenay és Ruillé-sur-Loir községekkel határos.

## Népesség
A település népességének változása:
| Lakosok száma | 377  | 342  | 324  | 323  |
|               | 2013 | 2015 | 2017 | 2018 |